# 215
Évszázadok: 2. század – 3. század – 4. század
Évtizedek: 160-as évek – 170-es évek – 180-as évek – 190-es évek – 200-as évek – 210-es évek – 220-as évek – 230-as évek – 240-es évek – 250-es évek – 260-as évek
Évek: 210 – 211 – 212 – 213 –  214 – 215 – 216 – 217 – 218 – 219 – 220

## Események

### Római Birodalom
- Quintus Maecius Laetust és Marcus Munatius Sulla Cerialist választják consulnak.
- Caracalla császár április 4-én továbbindul Nicomediából és folytatja keleti körútját. Nyáron Antiochiába, decemberre Alexandriába érkezik. Mikor fülébe jut, hogy az alexandriaiak kigúnyolták állítását, hogy önvédelemből kellett megöletnie öccsét, Getát, kivégezteti az üdvözlésére összegyűlt vezető polgárokat, katonáinak pedig engedélyezi a fosztogatást a városban.
- Caracalla új pénznemet vezet be, az antoninianust. Névértéke két denariusszal egyenlő, de ezüsttartalma csak 1,5 denariusnyi, ezért a lakosság elrejti a denariusokat és intenzív infláció indul. Az inflációt az is gerjeszti, hogy a császár 55%-ról 51%-ra csökkentette a denarius ezüsttartalmát.

### Kína
- Miután Liu Pej megszerezte Ji tartományt és hozzáférést nyert Csing tartomány északi feléhez, Szun Csüan visszaköveteli tőle a tartomány déli részét, amelyet azért adott át neki, hogy összeköttetése legyen északi csapataihoz. Liu Pej ezt megtagadja és a két hadúr szövetsége gyakorlatilag felbomlik, csak közös ellenségük, Cao Cao támadása akadályozza meg, hogy háború törjön ki közöttük.
- Cao Cao elfoglalja Hancsung tartományt. Szun Csüan megostromolja Cao Cao egyik fontos határerődjét a Jangcénél Hofej mellett, de visszaverik és egyik meglepetésszerű ellentámadásban majdnem elfogják.

## Halálozások
- Alexandriai Kelemen, keresztény teológus

## Fordítás
- Ez a szócikk részben vagy egészben  a(z)   215 című angol Wikipédia-szócikk ezen változatának fordításán alapul.  Az eredeti cikk szerkesztőit annak laptörténete sorolja fel. Ez a jelzés csupán a megfogalmazás eredetét és a szerzői jogokat jelzi, nem szolgál a cikkben szereplő információk forrásmegjelöléseként.